# Turms

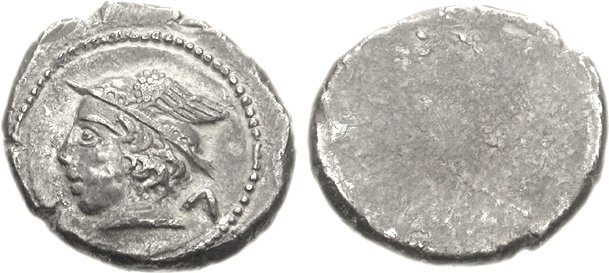
Monedă cu Turms

Turms a fost, în mitologia etruscă, mesagerul zeilor și cel care conducea sufletele morților spre lumea subpământeană, asemeni zeului grec Hermes și al celui roman Mercur. Ca și omologul său grec, Turms purta și el o mantie și o pereche de sandale înaripate, precum și un caduceu (baston cu două aripioare în vârf, înconjurat de doi șerpi, care, în antichitatea greco-romană, simboliza pacea și comerțul).